# Elaeagnus retrostyla
Elaeagnus retrostyla är en havtornsväxtart som beskrevs av C. Yung Chang. Elaeagnus retrostyla ingår i släktet silverbuskar, och familjen havtornsväxter. Inga underarter finns listade i Catalogue of Life.